# Han Kook-young
Han Kook-young (en hangul: 한국영; en hanja: 韓國榮; pronunciación en coreano: /han.ɡu.ɡjʌŋ/ o /han/ /ku.ɡjʌŋ/; Seúl, Corea del Sur, 19 de abril de 1990) es un futbolista surcoreano. Juega como centrocampista en el Jeonbuk Hyundai Motors F. C. de la K League 1 de Corea del Sur.

## Selección nacional
Ha sido internacional con la selección de fútbol de Corea del Sur en 41 ocasiones.

### Participaciones en Copas del Mundo
| Mundial                               | Sede          | Resultado      | Partidos | Goles |
| ------------------------------------- | ------------- | -------------- | -------- | ----- |
| Copa Mundial de Fútbol Sub-17 de 2007 | Corea del Sur | Fase de grupos | 2        | 0     |
| Copa Mundial de Fútbol de 2014        | Brasil        | Fase de grupos | 3        | 0     |

### Participaciones en Copas Asiáticas
| Copa               | Sede      | Resultado  | Partidos | Goles |
| ------------------ | --------- | ---------- | -------- | ----- |
| Copa Asiática 2015 | Australia | Subcampeón | 5        | 0     |

## Clubes
| Club                         | País          | Año       |
| ---------------------------- | ------------- | --------- |
| Shonan Bellmare              | Japón         | 2010-2013 |
| Kashiwa Reysol               | Japón         | 2013-2014 |
| Qatar S. C.                  | Catar         | 2014-2016 |
| Al-Gharafa S. C.             | Catar         | 2016-2017 |
| Gangwon F. C.                | Corea del Sur | 2017-2024 |
| Jeonbuk Hyundai Motors F. C. | Corea del Sur | 2024-     |

## Filmografía

### Apariciones en programas de televisión
| Año  | Título      | Notas                   |
| ---- | ----------- | ----------------------- |
| 2016 | Running Man | Episodio 283 (invitado) |